# MH vitéz Szentgyörgyi Dezső 101. Repülődandár
A Magyar Honvédség vitéz Szentgyörgyi Dezső 101. Repülődandár a Magyar Honvédség egyik légi katonai szervezete, amely az MH Légierő Parancsnokság közvetlen irányítása alá tartozik. Rendeltetése Magyarország és a NATO szövetségesek légterének, csapatainak és területeinek oltalmazása, sérthetetlenségének biztosítása a NATO és a Magyar Légierő kijelölt egységeivel együttműködésben, alegységeivel együtt. Az alakulat a kecskeméti katonai repülőtéren látja el feladatait.
A kecskeméti katonai repülőtér a Magyar Honvédség egyik harcászati repülőbázisa a pápai és szolnoki mellett. Kecskeméttől északkeletre található. Innen látják el a hazai légtér védelmét. A bázis rendezi a Kecskeméti Nemzetközi Repülőnapot általában minden második évben.

## Története
1932-ben, a hagyományteremtő kecskeméti repülőnapon Rákossy György, a Légügyi Hivatal vezetője egy korszerű repülőtér létesítésének gondolatát fogalmazta meg.
Három évvel később elkezdődött a reptér építése, melynek átadására 1937-ben került sor. Újabb három év elteltével 3 repülőgéphangárt is átadtak. A következő évek viszonylag nyugalomban teltek. 1944-ben a reptér fontos szerepet töltött be a légi szállítások területén, amelyek német csapatoktól, vagy csapatoknak történtek.
A repülőtér a második világháború során súlyos károkat szenvedett, újjáépítése 1948-ig tartott.
| Elérhetőség | Elérhetőség              |
| ----------- | ------------------------ |
| Cím         | Kecskemét, Reptéri út 4. |
| Postacím    | 6004 Kecskemét, Pf. 320  |
| Telefon     | (+36) 76 510-800         |
| Telefax     | (+36) 76 510-813         |
| E-mail      | mh59jetfly.hu            |

Ekkor felállították a Honvéd Repülő Hajózó Kiképző Osztályt. A következő év tavaszán a kecskeméti kirendeltségből alakították meg a 3. Repülőtér Gondnokságot, amelynek feladata az üzemképessé tétel és a karbantartás volt. Szintén ebben az évben, azaz 1949-ben a szovjet repülőtechnikára történő átképzés céljával létrehozták a Honvéd 41. Vegyes Repülő Ezredet, amely azonban rövid életűnek bizonyult, hiszen egy évvel később megszűnt, és ebből alakult ki Szentkirályszabadján a 25. Vadászrepülő Hadosztály Parancsnokság. 1950-ben Kecskeméten megkezdték a repülőtér németek által épített 1500 méter hosszú guruló- és felszállómezejének bővítését, valamint hosszabbítását. A munkálatok egy éven belül elkészültek.
1951-ben Kunmadarason hozták létre a 66. Vadászrepülő Hadosztály alárendeltetésében azt az ezredet, amely a hivatalos jogelődje a mai kecskeméti harcászati repülőezrednek. A kunmadarasi Vadászrepülő Ezred hadrendi száma a 62. lett. Hagymási Jenő repülő főhadnagyot nevezték ki parancsnoknak. Az ezredet kezdetben 4 vadászrepülő századdal alakították meg, Jak–9, Jak–11, Jak–18 és Zlin–381 repülőgép típusokkal szerelték fel. Akkoriban igen korszerűek voltak a MiG–15-ös harci gépek, amelyekre 1951. július 1-jén kezdték meg az átképzést, szovjet pilóták és műszakiak vezetésével. Az átképzés mindössze 12 napig tartott. A sikeres tanfolyamot Nádor Ferenc őrnagy, Eöri Elek százados, Hagymási Jenő főhadnagy, Benke Sándor, Garai Imre, Grósz József, Iván Dezső, Majoros József, Paár Ferenc, Ribi Tibor, Szíjj Róbert hadnagyok, Sirák Géza, Turcsányi József alhadnagyok, valamint a csoport parancsnoka, Mezőfi István alezredes végezték el. Mezőfi alezredes volt egyébként az első a magyar pilóták közül, aki a honi légtérben MiG–15-össel repült, 1951. augusztus 6-án.
A tanfolyamok tovább folytatódtak, többek részesültek oktatói képzésben. Az ezred október végétől már alkalmas volt harci feladatok teljesítésére. Decemberre bővült a repülőgép állomány is. Az alakulat 20 darab MiG–15-ös „Sas” típusú harci-, valamint 5 darab UTI MiG–15 kétkormányos oktatógéppel lett gazdagabb.
Közben a kecskeméti repülőtéren is zajlottak az események. Szentkirályszabadjáról ide telepítették a 25. Vadászrepülő Hadosztály Parancsnokságot és a 24. Vadászrepülő Ezredet, de hamarosan mindkét alakulatot Taszárra helyezték át. Kunmadarason 1952 áprilisától vezették be a készültségi szolgálatot, hiszen októbertől kezdődött az az országos hadgyakorlat, amely a második világháború után a legnagyobbnak számított. A hajózókat kiképezték az éjszakai és a felhők közötti repülésre. A hadgyakorlat keretében a kunmadarasi ezred megkapta első nagyobb feladatát. A gyakorlat idejére két század Kecskemétre települt, így a város repülőtere is aktívan részt vett az eseményben. A fő feladat a földi csapatok harctevékenységének légitámogatása volt.
A gyakorlat végeztével a két század nem tért vissza Kunmadarasra, ugyanis az egész ezredet Kecskemétre költöztették. Így november 1-jétől ide került a 66. Vadászrepülő Hadosztály Parancsnoksága, valamint a 62. Vadászrepülő Ezred is. A legfontosabb feladat az alapos repülőkiképzés, valamint a harckészültségi és egyéb készültségi feladatok magas szintű ellátása volt. Ennek keretében meg kellett szervezni a parancsnoki és repülőgép-vezetői állomány képzését, a légcsavaros és sugárhajtású repülőgépek biztonságos üzemelését és kiszolgálását. 1953. május 30-án a miniszter I. osztályú repülőgép-vezetővé nevezte ki Sirák Géza századost, Kovács Béla, Grósz József, Szinyei Lajos főhadnagyokat és Ertli József hadnagyot. 1955-ben a kijelölt állomány Szevaszlekéjban végrehajtotta az átképzést a MiG–17F és MiG–17PF típusú repülőgépekre. Ezek a technikai eszközök egyébként 1974-ig voltak szolgálatban.
1957 februárjában megszüntették a repülő-hadosztályt és az alárendelt ezredeket. április 1-jétől Kecskemét bázissal, 3 századdal létrehozták a Repülő Kiképző Központot. A hajózó állomány csak az átszervezések után, 1957 végére szerezte vissza korábbi hadrafoghatóságát és kiképzési szintjét. 1957. november 1-jén megszervezték az 59. Honi Vadászrepülő Ezredet, melynek első parancsnoka Benke Sándor őrnagy volt. Az ezred 2 kiképző századból, egy dugattyús kiképző századból és a repülést kiszolgáló osztályból állt. A következő évek a fegyelmi helyzet szilárdításával és az elfogó kiképzés tökéletesítésével teltek.
1962 nagy változást hozott, ugyanis augusztusban az ezred 1. és 2. vadászrepülő százada egy időben kapta meg a MiG–21, valamint MiG–21U repülőgépeket – összesen 28-at – amelyek már képesek voltak a hangsebesség feletti repülésre. A korszerű haditechnika elsajátítására kiválasztottak előzetesen Pápán, illetve Taszáron részesültek átképzésben. Az 56 repülőgép-vezető közül 24-en értek el I. osztályú szintet.
1965-ben az ezredet először kellett átmenetileg más repülőtérre telepíteni a felszálló beton felújítása miatt. A kényszerű áthelyezést 1975-ben, 1981-ben, illetve 1983-ban megismételték.
Csehszlovákia 1968-as megszállásakor a kecskeméti vadászok 33 oltalmazási és felderítési bevetésre kaptak parancsot.
1970-ben megszűnt a 4. vadászrepülő- illetve a 4. üzembentartó század. Szintén ebben az évben az 1. vadászrepülő század végrehajtotta első rakéta éleslövészetét Lengyelország területén. A következő évtizedekben felváltva vett részt sikeres rakéta éleslövészeteken, amelyek helyszínei lengyel, illetve szovjet gyakorlóterek voltak.
1975-ben már az ezred mindhárom vadászrepülő százada MiG–21 típusú repülőgépekkel rendelkezett, ugyanakkor az 1. Vadászrepülő század megkapta a MiG 21 MF típust is, amelyre az átfegyverzés 1979-ben fejeződött be.
A 80-as évek elején az ismételt felújítások miatt a századok hol Szolnokon, hol pedig Mezőkövesden állomásoztak. A századok és ezredek élére fiatalabb parancsnokok kerültek. Közben Magyarországon összeomlott a tervgazdasági rendszer, az eladósodás árnyéka mindent beborított. A következmények súlyosan érintették a kecskeméti állományt is. 1990-ben, rögtön a rendszerváltást követően, megszűnt a III. repülő- és a III. üzembetartó század. Tehát az ezred harcoló és üzembentartó alegységeinek száma két vadászrepülő századra csökkent, de jelentősen megcsappant a hajózó állomány létszáma is.
Szintén 1990-ben a honvédelmi miniszter parancsára a hadsereg ezredei történelmi hagyományokból eredő nevet vettek fel. Ekkor már kialakulóban volt a demokrácia, így Kecskeméten is az állománygyűlésre bízták a névválasztást. Hivatalos javaslatként több név is elhangzott. Szentgyörgyi Dezső repülőzászlós nevét – aki a második világháborúban 33 légi győzelmet ért el – Szabó Árpád hadnagy ajánlotta. Az ötletet a többség támogatta, az illetékesek is jónak találták. A nagynevű pilóta egykori harcostársai és családja is jelen volt, amikor 1990. április 28-án az osztály felvette a Szentgyörgyi Dezső nevet.
Egy évvel később az alakulatot ezreddé minősítették, így megkapta az immár végleges elnevezést: Magyar Honvédség 59. Szentgyörgyi Dezső Harcászati Repülőezred.
1993 végén megkezdődött az L–39 Albatros kiképző repülőszázad szervezése. Ezzel egy időben a szovjet államadósság részleges rendezése kapcsán lehetőség nyílt a haditechnika korszerűsítésére. A kijelölt csoport Karmazsin Sándor ezredes, ezredparancsnok vezetésével 4 hónapig tartózkodott az Oroszországi Föderációban, ahol a MiG-29-es típusismereteit sajátította el.
Ezt követően az ezred hadrendjéből kivonták a MiG–21-eseket, és helyükre a MiG–29-esek kerültek. 1994. szeptember 1-jén harckészültségi szolgálatba állították a 2. harcászati repülőszázadot. 1995. szeptember 1-jén, a honvédelmi miniszter jelenlétében az 1. harcászati repülőszázadot is ünnepélyesen harckészültségbe helyezték. Közben elkezdődtek egy 1352 négyzetméteres hangár építési munkálatai. A létesítményt egy évvel később adták át, tehát 1996-ban. Addigra elkészült a műszaki állomány részére a központi kiszolgáló zónaépület. Átépítették a központi üzemanyagtöltő rendszert. A három évvel korábban érkezett Albatros típusú repülőkiképző századot az ezred kötelékébe szervezték. A szervezeti keretek között állandósult a 3. kiképző és felderítő repülőszázad, L–39 típusú repülőgépekkel felszerelve.
1998-ban az alakulathoz látogató vendégeket már az új főbejárat fogadta olyan beléptető rendszerrel, amely szigorúbb és biztonságosabb laktanya védelmet szolgál. Ehhez a beruházáshoz párosult az egész repülőbázist védő új kerítésrendszer.
Ebben az évben Vári Gyula százados az angliai Fairfordban tartott Royal International Air Tattoo-n (RIAT) elnyerte az „abszolút kategória” győztese díjat. 46 ország, 170 pilóta és egy fantasztikus magyar siker, amit beárnyékolt a néhány nappal korábban bekövetkezett repülőkatasztrófa. 1998. július 24-én Rácz Zsolt alezredes repülés közben életét vesztette.
1998. augusztus 22-23. között a bázis szervezhette a Jubileumi Repülőnapot, ami azért kiemelten fontos esemény, mert ebben az évben ünnepelte a Magyar Honvédség a 150. a Magyar Katonai Repülés pedig a 60. évfordulóját. Forrás Archiválva 2007. október 9-i dátummal a Wayback Machine-ben
A szervezeti változások következtében, ami a tevékenységi körű bővülését eredményezte 2000. október 1-jén megalakult a Magyar Honvédség 59. Szentgyörgyi Dezső repülőbázisa.
A tervek szerint 2013-ig kiemelt NATO-bázissá fejlesztik, ahol a Gripen-század teljesít szolgáltatót.
Kecskeméten speciális katonai repülőkórház található, ahol többek között a repülőorvosi alkalmassági-minősítő tevékenységet végzik.
A haderő-átszervezés következtében 2023. január 1-jétől új nevet és hadrendi számot visel: MH vitéz Szentgyörgyi Dezső 101. Repülődandár.

## A repülőbázis parancsnokai

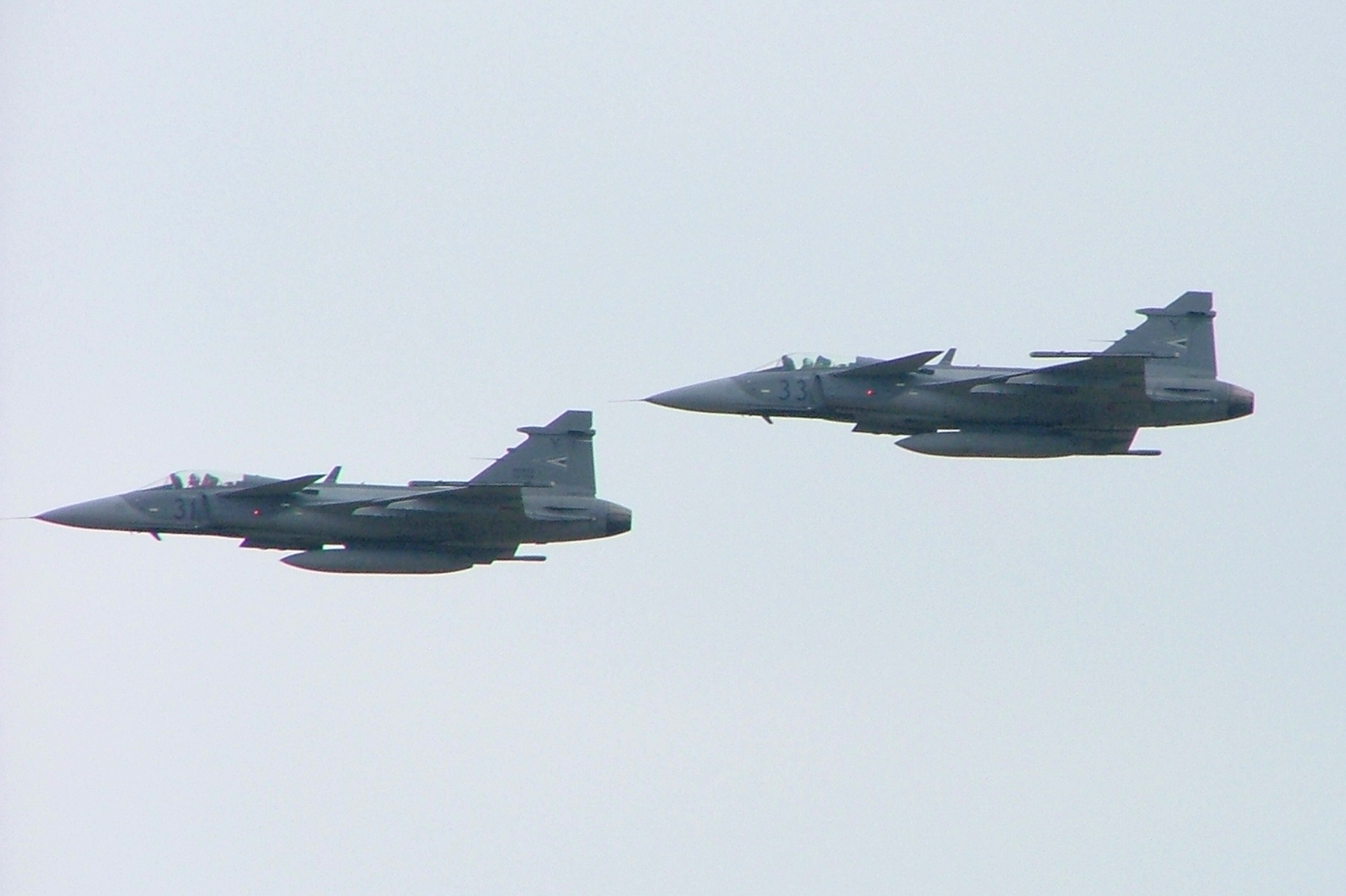
Kecskeméti repülők

- Hagymási Jenő százados (1951. február 15-étől)
- Sirák Géza százados (1952. június 2-ától)
- Kovács Béla százados (1955. szeptember 15-étől)
- Korbély István százados (1956. április 27-étől)
- Paár Ferenc százados (1957. április 1-jétől)
- Benke Sándor alezredes (1958. november 11-étől)
- Korb Vilmos alezredes (1962. július 1-jétől)
- Szabó Lajos alezredes (1968. november 1-jétől)
- Dudás Ferenc alezredes (1971. november 1-jétől)[2]
- Szepesi József ezredes (1975. december 15-étől)
- Decsov Zoltán alezredes (1979. április 1-jétől)
- Schadl György ezredes (1983. április 15-étől)
- Tóth János alezredes (1988. szeptember 15-étől)
- Sági János ezredes (1989. december 1-jétől)
- Karmazsin Sándor ezredes (1992. szeptember 1-jétől)
- Pintér Sándor ezredes (1997. április 1-jétől 2000. október 1-jéig)
- Pintér Sándor ezredes (2000. október 1-jétől megbízott bázisparancsnok)
- Pintér Zoltán dandártábornok (2001. július 1-jétől)
- Pető István László dandártábornok (2004. június 1-jétől)
- Kilián Nándor dandártábornok (2009. május 1-jétől)
- Ugrik Csaba dandártábornok (2013. május 2-től)
- Gróf Gergely ezredes (2023. február 1-jétől)
- Könczöl Ferenc ezredes (2025. január 1-jétől)[3]

## Fő feladatok
- Folyamatos készenlét a repülési szabálysértő, légtérsértő légijárművek elleni tevékenységre, valamint a bajba jutott gépszemélyzetek megsegítésére.
- Magyarország, valamint a NATO tagállamok és azok csapatainak oltalmazása az ellenség légitámadásaival szemben.
- Vizuális légi felderítés.
- Légi támogatás.
- Közvetlen légitámogatási feladatok ellátása (CAS - Close Air Support)

## Készültségi erők rendeltetése
- Rendszabályok foganatosítása légtérsértő illetve repülési szabálysértő légi járművekkel szemben.
- Segítségnyújtás bajba jutott gépszemélyzetek részére.

## Készültségi erők feladatai
- Elfogás
- Azonosítás
- Egyéb:
  - Segítségnyújtás vészhelyzetben lévő légi járműveknek
  - Segítségnyújtás eltérített légi jármű esetén
  - Légi őrjárat

## Szervezeti felépítés
- Vezető Szervek
- Harcászati Repülőszázad (Gripen)
- Harcászati Kiképző Repülőszázad
- Szállítórepülő-század
- Repülő Harcbiztosító és Üzemeltető Zászlóalj
- Repülő-műszaki Zászlóalj
- Logisztikai Zászlóalj
- Művelettámogató Zászlóalj

## Az alakulat fegyverzete, eszközei

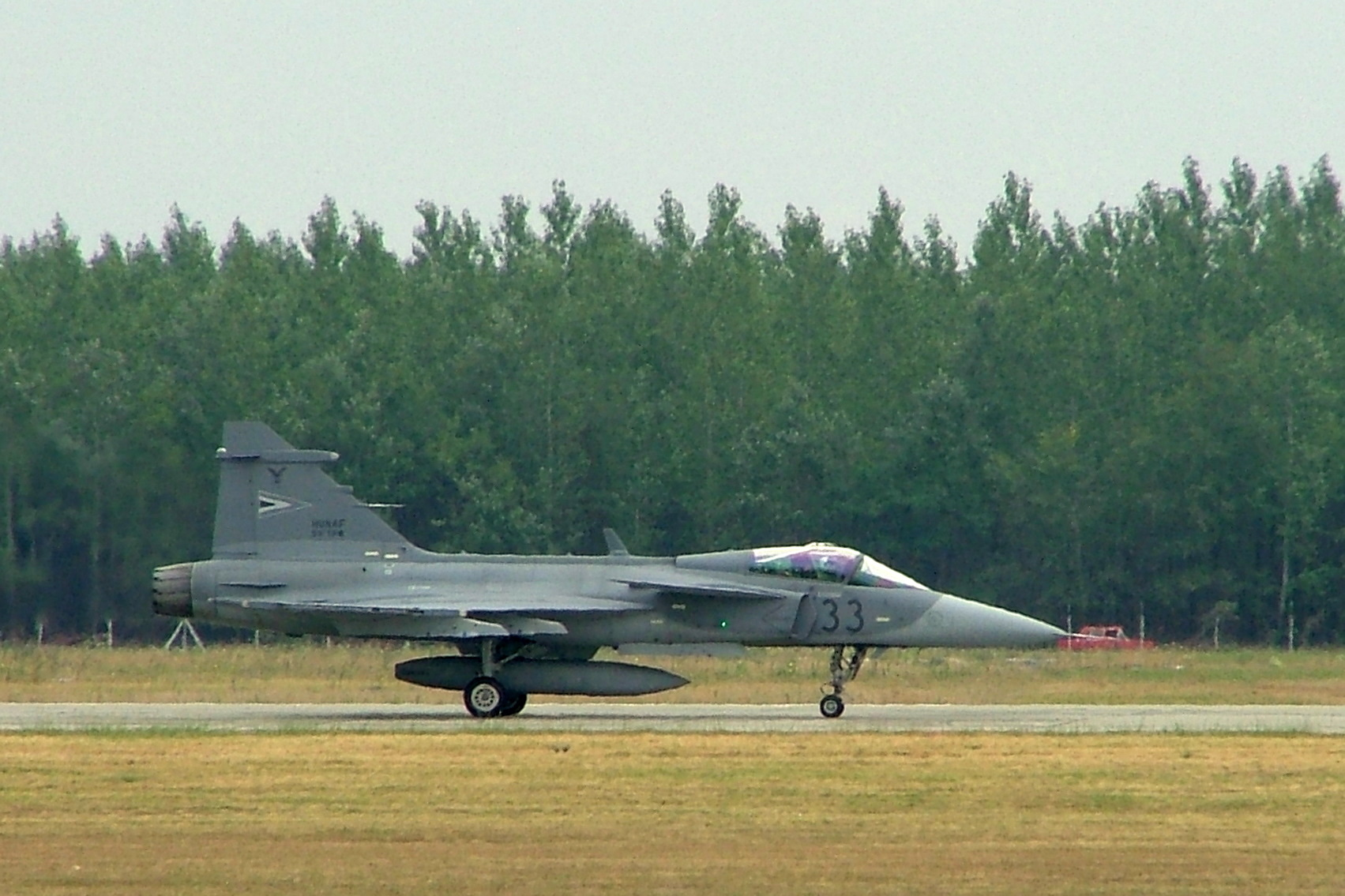
A Magyar Honvédség JAS 39 EBS HU C Gripen repülőgépe a 2007-es Kecskeméti repülőnapon

- 12 db JAS 39 EBS HU C Gripen – együléses többcélú negyedik generációs vadászrepülőgép.
- 2 db JAS 39 EBS HU D Gripen – kétüléses többcélú negyedik generációs vadászrepülőgép.
- 2 db Dassault Falcon 7X  - Könnyű szállító repülőgép
- 3 db Aero L–39 Skyfox kiképző és könnyű harci repülőgép
- 1 db KC-390 szállító repülőgép
- 2 db Airbus A319 - Szállító repülőgép
- AIM–120 AMRAAM – légiharc-rakéta
- AIM–9L I1 Sidewinder – légiharc-rakéta
- AGM-65H/G2 levegő-föld rakéta
- Litening IIIG - célmegjelölő konténer
- Mk-82 - bomba
- AGM-65 - irányított levegő-föld rakéta
- Mk-10L – katapultülés

## Külső hivatkozások
- A repülőtér honlapja
- honvedelem.hu
- A repülőtér térképe
- Kecskeméti Nemzetközi Repülőnap